# Radar de seguimiento del terreno

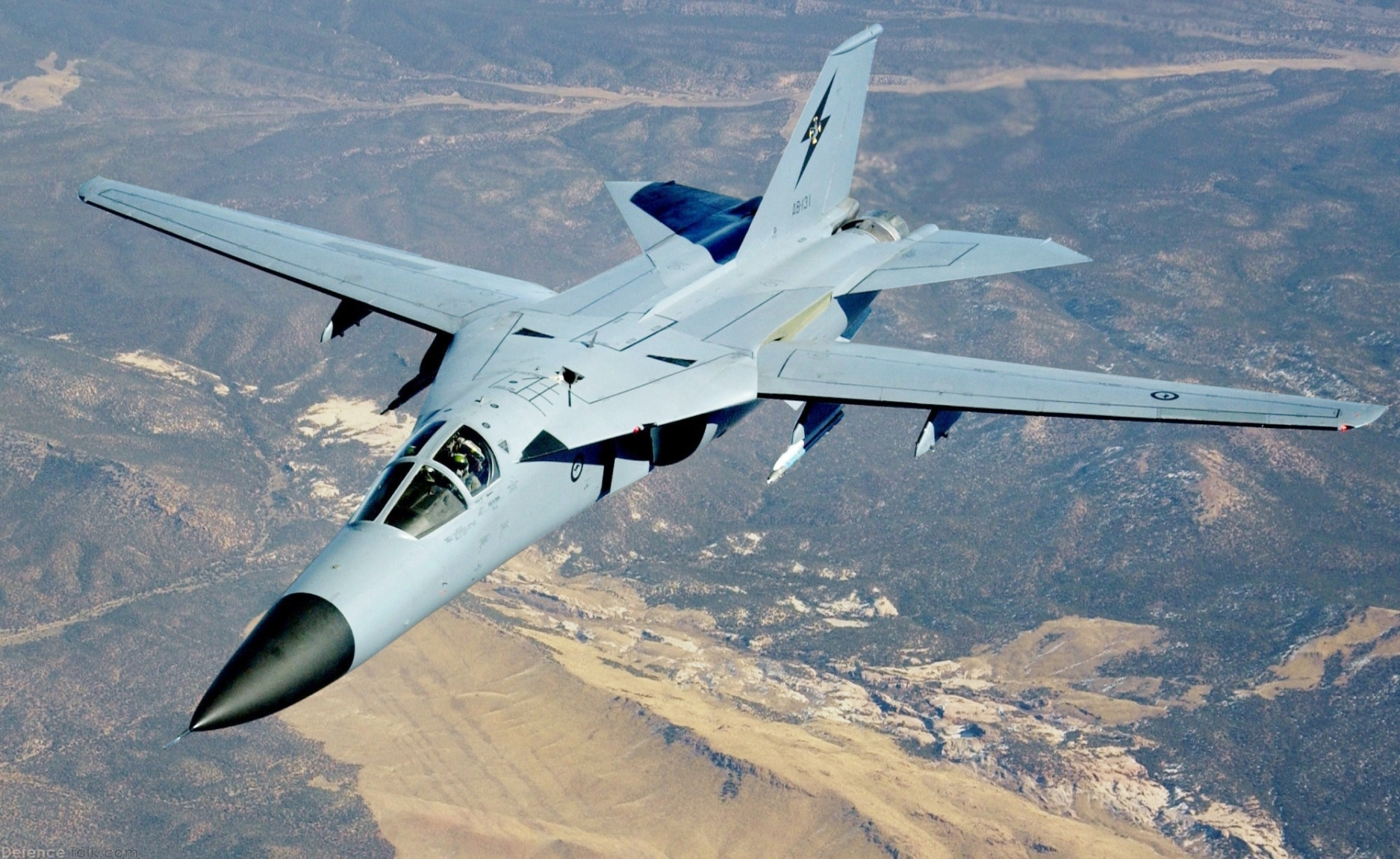
El cazabombardero General Dynamics F-111C utiliza tecnología TFR.

El radar de seguimiento del terreno, o TFR por sus siglas en inglés (Terrain-Following Radar), es una tecnología aeroespacial basada en radar que permite a una aeronave volar a muy bajo nivel manteniendo automáticamente una altitud relativamente constante sobre el nivel del terreno. A veces se llama volar abrazando la tierra o abrazando el terreno. También se puede aplicar el término «vuelo adaptado al perfil del terreno», pero este es más común usarlo en relación con vuelos a baja cota de helicópteros militares, que normalmente no utilizan radares de seguimiento el terreno.